# We Walk Walls
We Walk Walls ist eine vierköpfige österreichische Band aus Wien, die sich im Oktober 2012 gegründet hat.

## Geschichte
Die vier Bandmitglieder waren schon vor der Gründung der Gruppe an anderen musikalischen Projekten beteiligt. In welchem Genre sie spielen sollten, war bei der Gründung noch nicht klar und stellte sich nach gemeinsamen Proben erst später heraus. Alle Stücke werden von Patricia Ziegler und Silvio Haselhof getextet und gesungen. 2013 erschien das Album Ceremonies, das im eigenen Studio aufgenommen wurde. 2014 war die Band für den FM4 Award nominiert, der im Rahmen des Amadeus Austrian Music Award verliehen wird.

## Stil
Der Fokus liegt auf melodischem Dream-Pop, New Wave, schnelleren Dance-Songs und Songs, die man unter Rock ’n’ Roll einordnen kann. Somit gehört der Stil zum Genre des Indiepop. Die Band legt großen Wert auf die visuelle Darstellung. So wird Bildmaterial kunstvoll inszeniert und Konzerte finden durch Visuals Unterstützung. Ebenso stil- und kunstvoll werden Musikvideos aufgenommen.

## Diskografie
- 2013: Ceremonies (Album, Wohnzimmer Records / Broken Silence)
- 2015: Opportunity (Album, Wohnzimmer Records / Broken Silence)